# 8205 Van Dijck
8205 Van Dijck este o planetă minoră (asteroid) din centura de asteroizi. A fost descoperită pe 10 august 1994 la Observatorul La Silla de Eric Walter Elst și a fost numită după Antoon van Dyck. 
Obiectul prezintă o orbită caracterizată de o semiaxă mare de 3,1812067 UAi, o excentricitate de 0,16, o înclinație de 1,85935 ° în raport cu ecliptica.